# Bonfiglio Guelfucci
Pietrantonino Guelfucci, Bonfiglio ou Bonfigliuolo étant son nom de prêtre servite, est un prêtre, homme politique et écrivain corse, secrétaire général de l'ordre des Servites de Marie et membre de l'Accademia della Crusca, né à Belgodère en 1721, mort dans le même village le 6 mars 1813.
Avec les prêtres Erasmo Orticoni et Gregorio Salvini, il a été un des protagonistes de la révolte de Balagna contre la république de Gênes.

## Biographie
Né en 1721 à Belgodère , une commune de Haute-Corse pendant la domination génoise. Il est le fils de Francesco Antonio Guelfucci et de Cristina Belgodere. Il est entré au séminaire et dans l'Ordre des Servites de Marie, à Rome. Il a été secrétaire général de l'Ordre. 
Professeur de théologie, il a enseigné en Espagne à l'université de Salamanque et à l'université d'Alcalà.
Il est revenu en Corse en janvier 1763 par ordre de ses supérieurs pour visiter les couvents de son ordre. Il devient l'ami et le confident de Pasquale Paoli. En 1764, il a publié son manuscrit « Memorie per servire alla storia delle rivoluzioni di Corsica dal 1729 al 1768, dal Padre Bonifiglio Guelfucci di Belgodere » qui a été apprécié par Napoléon Bonaparte. En novembre 1764, il est nommé professeur de théologie et d'histoire ecclésiastique de l'université de Corse fondée par Pasquale Paoli. Il se rend à Rome en 1765, mais revient bientôt sur l'île pour aider les troupes de Pasquale Paoli dans la lutte contre la république de Gênes, puis contre celles envoyées par le roi de France, Louis XV. 
En mai 1769, il a quitté l'île après la défaite des troupes de Pasquale Paoli à la bataille de Ponte-Novo, le 8-9 mai 1769. Il s'est installé à Livourne où il prépare l'exil de Pasquale Paoli.
Rallié à la Révolution française, Pasquale Paoli est reçu à Paris par le roi Louis XVI qui le nomme commandant de l'île et arrive en Corse le 14 juillet 1790. En septembre 1790, Bonfiglio Guelficci est élu membre du directoire de Corse. Les relations en Paoli et la Convention vont se dégrader à la suite des manigances de Carlo Andrea Pozzo di Borgo. La Convention ordonne le 2 avril 1793 l'arrestation de Paoli qui est devenu suspect de tractations avec l'Angleterre. Paoli est déclaré « traître à la République française ». Condamnant les excès de la Terreur, Paoli va se rapprocher de l'Angleterre. Paoli convoque une consulta generale à Corte en 1793 qui déclare la sécession de la Corse de la France. Les Anglais envoie une flotte en Corse commandée par l'amiral Samuel Hood. La Corse est alors ajoutée aux dominions du roi George III
Il rédige la Constitution du royaume de Corse avec Carlo Andrea Pozzo di Borgo, promulguée le 19 juin 1794, entrée en vigueur la même année après la ratification du Conseil de la Cour. La Corse est alors une monarchie constitutionnelle, avec un vice-roi (Gilbert Elliot), représentant le roi britannique, un parlement monocaméral élu et un conseil qui est l'exécutif du royaume avec à sa tête Carlo Andrea Pozzo di Borgo comme syndic procureur-général (chef du gouvernement) et plus tard président du Conseil de l'État. Cette constitution est restée en vigueur jusqu'à l'annexion finale par la République française par les troupes envoyées par Bonaparte, le 19 octobre 1796. Il a quitté l'île avec Pasquale Paoli au moment du retrait des Anglais.
Il a également été membre de l'Accademia della Crusca.
Après la mort de Pasquale Paoli à Londres, le 5 février 1807, il est revenu en Corse pour passer les dernières années de sa vie et meurt à l'âge avancé de 91 ans dans son villages natal.

## Publication
- Campulori, La Corsica a suoi figli, écrit à Campulori, en 1760.
- Memorie del padre Bonfiglio Guelfucci texte revu par MM. P. et L. Lucciana sur la copie de la bibliothèque de Bastia et sur une autre copie appartenant à la famille Gregorj, dans Bulletin des sciences historiques & naturelles de la Corse, août 1882 (lire en ligne).

## Source
- (it) Cet article est partiellement ou en totalité issu de l’article de Wikipédia en italien intitulé « Bonfiglio Guelfucci » (voir la liste des auteurs).